# Meduza (rosyjski portal)
Meduza (ros. Медуза) – rosyjski niezależny portal informacyjny, założony w Rydze w 2014 r., publikujący materiały po rosyjsku i angielsku na licencji Creative Commons. Od 2017 r. portal współpracuje z amerykańskim portalem BuzzFeed. Portal jest zaliczany do jednych z najpopularniejszych mediów opozycyjnych w Rosji, z ponad milionem czytelników (w 2017 r. szacowano liczbę czytelników na ponad 7 milionów). W sierpniu 2023 roku portal ogłosił założenie własnego wydawnictwa książkowego.

## Historia
Założyciele portalu byli wcześniej powiązani z portalem Lenta.ru, początkowo niezależnym, od 2014 coraz mocniej prokremlowskim. 12 marca 2014 roku Aleksandr Mamut, właściciel Lenta.ru, odwołał Galinę Timczenko ze stanowiska redaktora naczelnego portalu. Łącznie zwolniono 39 ze wszystkich 84 pracowników redakcji. Zespół zwolnionych dziennikarzy postanowił kontynuować swoją działalność, zakładając niezależny od władz portal Meduza. Ze względów ekonomicznych oraz logistycznych za siedzibę organizacji wybrano Rygę. Meduza formalnie powstała w czerwcu 2014 roku. Timoczenko, jako jedyna właścicielka, zarejestrowała Medusa Project SIA na Łotwie. W lipcu został zgłoszony do urzędu skarbowego w Rydze, a w sierpniu 2014  rozpoczęto rekrutację na łotewskich portalach. W efekcie rekrutacji powstała 10-osobowa redakcja w Rydze, zespół korespondentów w Rosji (głównie w Moskwie) i zespół do reklamy. Portal został oficjalnie uruchomiony pod adresem Medusa.io w dniu 20 października 2014 roku.
Portal Meduza jest często krytyczny wobec rosyjskich władz (motto portalu to Make the Kremlin sad – „Spraw, by Kreml był smutny”), i dlatego został otworzony poza granicami Rosji. W 2021 r. portal został uznany w Rosji za „agentów zagranicy”, co skrytykowała m.in. UE. W 2022 r. Meduza skrytykowała inwazję Rosji na Ukrainę, co zaskutkowało blokadą witryny portalu w Rosji, a dziennikarze związani z Meduzą zostali w Rosji oskarżeni o rozpowszechniania „fake news”. Działania władz rosyjskich od 2021 r. znaczenie utrudniły sytuację Meduzy, która utraciła wielu reklamodawców z Rosji, stanowiących dawniej główne źródło dochodów portalu, co spowodowało m.im. utworzenie międzynarodwego ruchu zbierającego datki na działalność Meduzy; w Polsce akcję wspierają m.in. Gazeta Wyborcza, OKO.press i Polityka. W marcu 2022 r. organizacja Reporterzy bez Granic utworzyła mirror Meduzy, pomagając portalowi częściowo ominąć blokadę dla czytelników w Rosji.
26 stycznia 2023 rosyjska Federalna Służba ds. Nadzoru w Sferze Łączności, Technologii Informacyjnych i Komunikacji Masowej (Roskomnadzor) uznał serwis informacyjny Meduza za „organizację niepożądaną”. Tym samym zakazano jej działalności w Rosji i zabroniono Rosjanom współpracy z tym serwisem lub jej dziennikarzami. Prokurator generalny Federacji Rosyjskiej oświadczył, że stanowi on „zagrożenie dla podstaw systemu konstytucyjnego i bezpieczeństwa Federacji Rosyjskiej”. Dziennikarze Meduzy zamieścili komentarz na swoje stronie internetowej. Skomentowali, iż „niepożądane organizacje mają zakaz działania na terytorium Rosji pod groźbą oskarżenia o przestępstwo”, a „każdy, kto uczestniczy lub współpracuje z takimi grupami, może spotkać się z karą za przestępstwo – jest to szczególnie poważne ograniczenie dla dziennikarzy, którzy muszą rozmawiać ze źródłami, aby przekazywać wiadomości”.

## Ludzie związani z portalem Meduza
- Iwan Gołunow